# Multiplicação dos pães e peixes

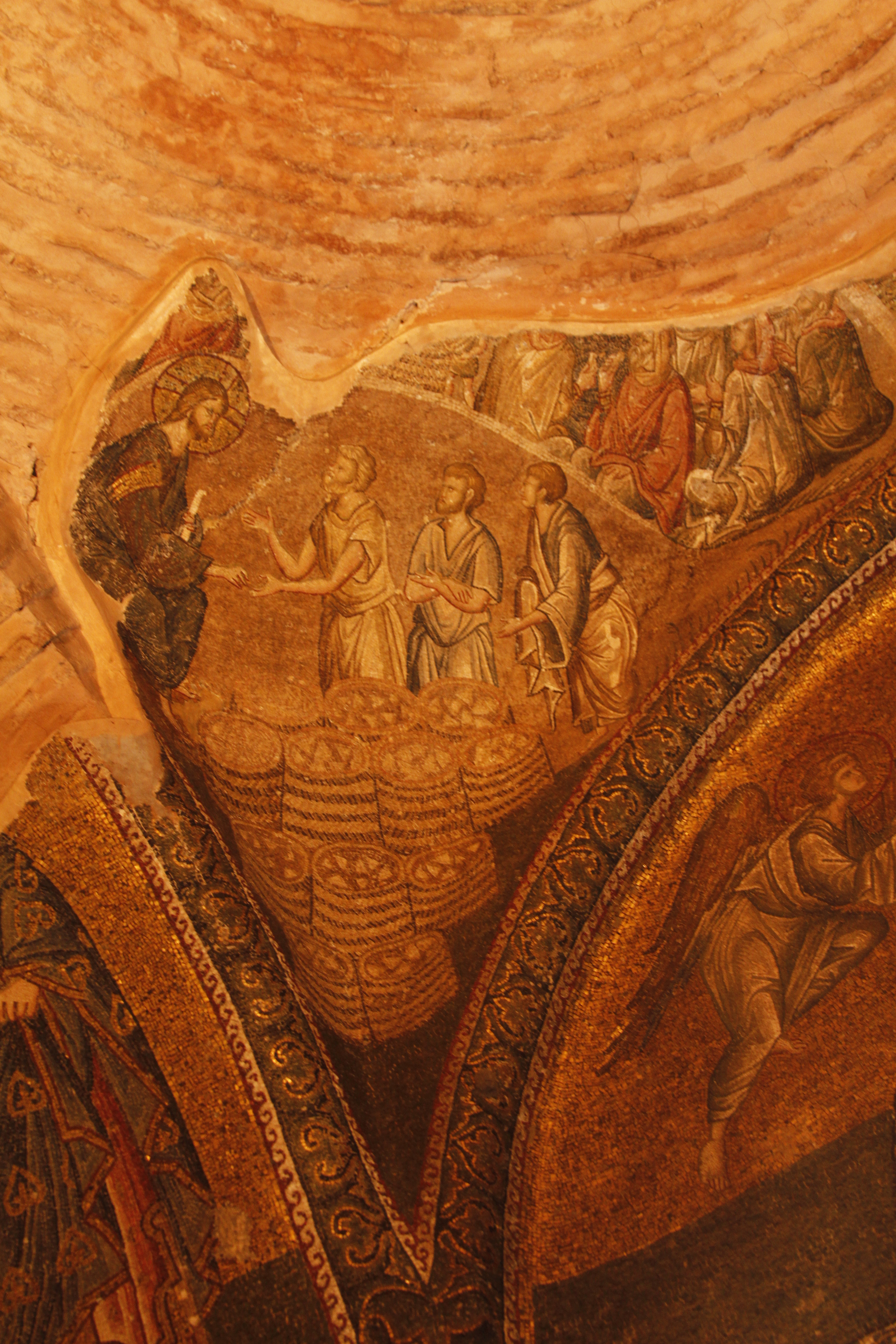
Multiplicação dos pães.
Mosaico (ca. séc. XII) na Igreja de Chora, Istambul.

A Divisão dos pães e peixes é o termo utilizado para se referir a dois diferentes milagres de Jesus.
O primeiro, também conhecido como Alimentando os 5.000 (em Mateus 14:13–21, Marcos 6:31–44, Lucas 9:10–17 e João 6:5–15). Este milagre também é conhecido como milagre dos cinco pães e dois peixes. O segundo milagre, conhecido como Alimentando os 4.000, aparece em Mateus 15:32–39 e em Marcos 8:1–9, mas não em Lucas e em João. Este milagre também é conhecido como milagre dos sete pães e peixes.

## Alimentando os 5000

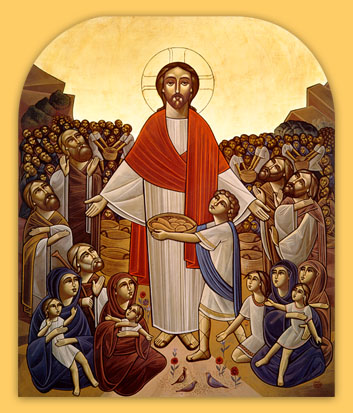
Cinco pães e dois peixes.
Ícone copta.

Este milagre também é conhecido como "milagre dos cinco pães e dois peixes", dado que João reporta que cinco pequenos pães de cevada e dois peixinhos, fornecidos por um garoto, foram utilizados por Jesus para alimentar a multidão. Ele aparece nos quatro evangelhos canônicos (em Mateus 14:13–21, Marcos 6:31–44, Lucas 9:10–17 e João 6:5–15).
De acordo com os evangelhos, quando Jesus ouviu que João Batista havia sido morto, ele recuou solitariamente para um local em Betsaida. A multidão seguiu Jesus a pé a partir das cidades da região. Quando Jesus desembarcou e viu a grande quantidade de gente presente, ele se compadeceu deles e curou seus doentes. Conforme a noite se aproximou, os discípulos chegaram até ele e disseram: "Este lugar é deserto e a hora é já passada; despede, pois, as multidões, para que, indo às aldeias, comprem alguma coisa para comer.". Jesus respondeu: "Não precisam ir; dai-lhes vós de comer.". Os discípulos retrucaram: Não temos aqui senão cinco pães e dois peixes" e Jesus pediu-lhes que lhos trouxessem.
Ele então ordenou ao povo que se sentasse na grama. Tomando os cinco pães e dois peixes e olhando para o céu, ele agradeceu e partiu os pães. Então ele os deu para os discípulos e eles os deram para o povo. Todos puderam comer e se satisfizeram, sobrando ainda aos discípulos doze cestos com pedaços de pão. O número dos que comeram era cinco mil homens, além das mulheres e crianças.

## Alimentando os 4000
Este milagre aparece nos evangelhos de Marcos (Marcos 8:1–9) e Mateus (Mateus 15:32–39) e é conhecido como "milagre dos sete pães e peixes", dado que o Evangelho de Mateus faz referência a sete pães e uns poucos peixes utilizados por Jesus para alimentar uma multidão.

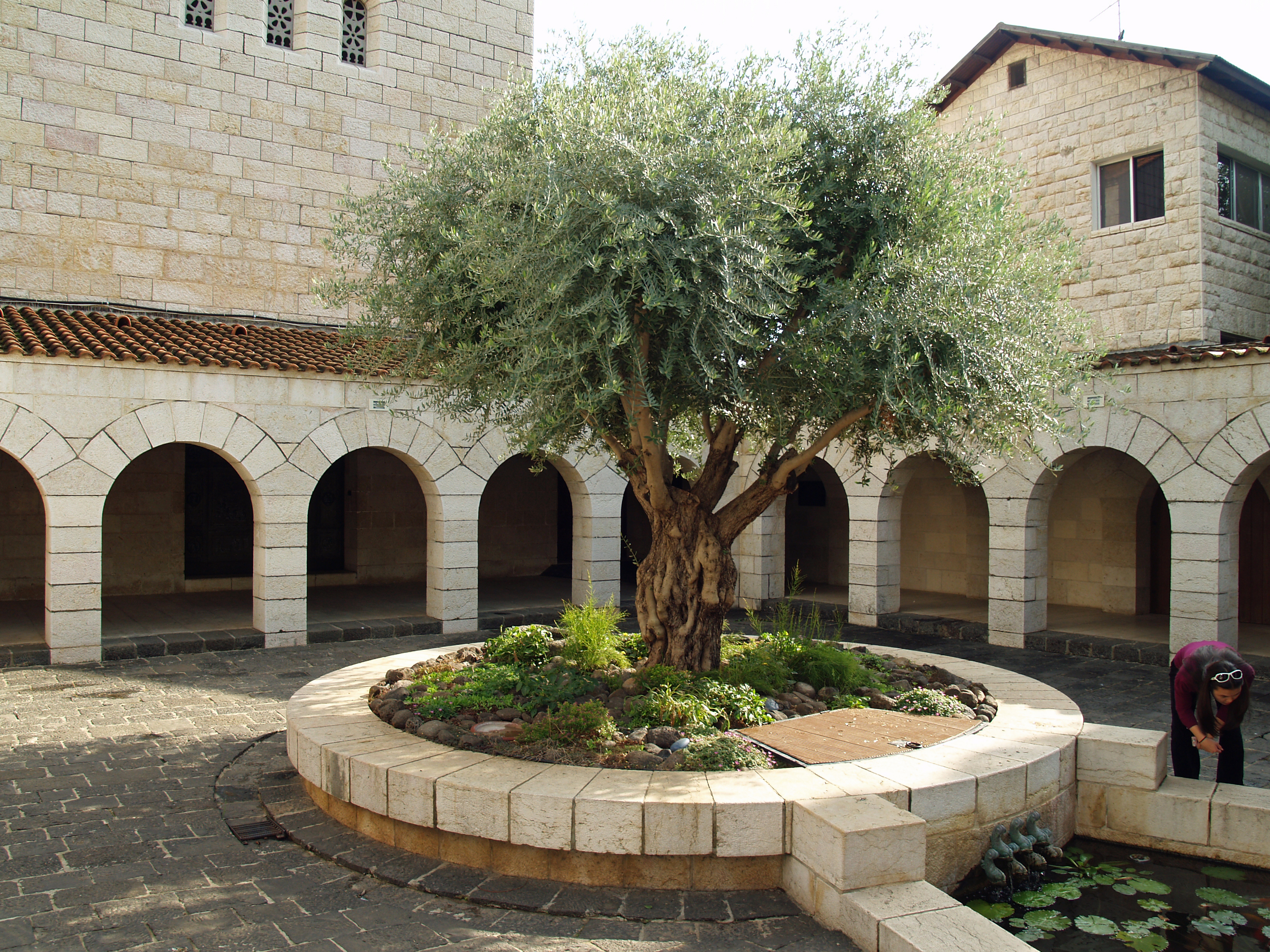
Pátio da Igreja da Multiplicação em Tabgha, local que alguns cristãos acreditam ser onde Jesus realizou o milagre da multiplicação.

De acordo com os evangelhos, uma multidão se ajuntara e estava seguindo Jesus. Ele chamou os discípulos e disse "Tenho compaixão deste povo, porque há três dias que estão sempre comigo e nada têm que comer. Não quero despedi-los em jejum, para que não desfaleçam no caminho", ao que os discípulos responderam "Onde encontraremos neste deserto tantos pães para fartar tão grande multidão?".
Jesus então perguntou-lhes quantos pães eles tinham e a resposta foi "Sete, e alguns peixinhos." Ele então pediu ao povo que se sentasse e tomou os pães e peixes e agradeceu por eles, quebrando os pães e dando-os aos discípulos que, por sua vez, os distribuíram ao povo. Toda a multidão comeu até estar satisfeita e, depois do milagre, ainda sobraram aos discípulos sete cestos com pedações de pão. O número dos que comeram foi de quatro mil, além das mulheres e das crianças.
Após a multidão ter se dispersado, Jesus embarcou num barco e partiu para as proximidades de Magadan.

## Interpretações
Há duas grandes linhas de interpretação deste milagre.  A interpretação literal e a interpretação simbólica.
A interpretação literal destaca o caráter sobrenatural da ação de Jesus. Segundo esse entendimento, Jesus fez um milagre físico, transformando uma pequena quantidade de pão e peixe em alimento para uma grande multidão. Com isso, Jesus reafirma seu poder sobrenatural e sua condição divina. Jesus releva Sua natureza divina atuando de forma sobrenatural (semelhante ao episódio onde anda sobre as águas, cura os coxos e expulsa demônios). Jesus, nessa interpretação, é um ser que, se mantendo na sua condição humana, utiliza também os atributos da sua natureza divina. Essa interpretação tradicional da Bíblia procura ver o milagre de Jesus de forma literal, o que está de acordo com a fala do próprio Jesus "As obras que faço em nome de meu Pai dão testemunho de mim" (João 10.26). É uma interpretação que se consolida especialmente com os outros relatos dos evangelhos onde Jesus realiza diversos outros milagres (que foram testemunhados por diversas pessoas). Para esta interpretação, a mensagem é: Jesus é tão poderoso que conduz as leis da natureza de acordo com a Sua vontade afinal de contas Ele é o próprio Deus encarnado. Ele nos dá a cada um o pão da vida.
A interpretação simbólica, também chamada histórica ou liberal, procura desvendar o evento histórico que deve ter ocorrido durante a pregação de Jesus. O fato de de aparecer nos quatro evangelhos, e de maneira muito similar, indica a antiguidade do relato, proveniente dos primeiros tempos do Cristianismo. Essa interpretação observa todo o ministério de Jesus com as lentes liberais e racionais, ou seja, Jesus não opera milagres. Por isso, nessa interpretação, observa-se que não faria sentido, naquele tempo, um deslocamento de uma grande massa de pessoas por uma região deserta sem que levassem consigo alimento. Não se vivia no tempos das lanchonetes de beira de estrada... O texto dá uma importante chave de leitura: Jesus tem pena do povo porque parece ovelhas sem pastor, ou seja, um amontoado de gente sem ninguém que conduza e organize. É por isso que eles têm fome: porque, desorganizados e sem pastor, não conseguem exercer a solidariedade e dividir os pães que trouxeram consigo para a viagem. Jesus poderia ter feito um milagre físico, mas prefere fazer um milagre moral: ordena a seus discípulos que, ao invés de buscarem uma solução aparentemente fácil, mas impossível (ir comprar pães para todos), juntem-se a eles, organizem-nos em grupos e dividam a comida existente. Quando as pessoas deixam de ser simples parte isolada de uma multidão, mas se colocam face a face, se encontram e se conhecem, podem exercer a solidariedade: quem trouxe comida divide com os demais e passa a haver alimento para todos. Outra chave de leitura importante vem no final: todos se fartaram e sobraram doze cestos de alimento. Doze é um número importante no Evangelho, pois é o número de tribos de Israel. Ou seja: sobrou um cesto para cada tribo de Israel o que significa que todos foram contemplados, nenhum filho de Israel ficou sem pão. Para essa interpretação, a grande mensagem de Jesus neste episódio é: se nos organizarmos e praticarmos a solidariedade, ninguém passará fome e não precisaremos de soluções fáceis e mágicas. O grande milagre que Cristo escolhe fazer não é soprepujar as leis da natureza, mas vencer o egoísmo e o individualismo dos humanos. Fazer o milagre físico, somente Jesus pode. Mas o milagre moral Ele também faz através do Espírito Santo, e é isso que Jesus quer nos ensinar.
Estas duas interpretações servem a visões bastante diferentes sobre Jesus e sobre a vida cristã.
A interpretação literal anuncia um Cristianismo baseado em uma relação direta entre Jesus e as pessoas, onde cada indivíduo é chamado a seguir Jesus incondicionalmente, e esperar dele o sustento e o pão de cada dia. Nessa visão que diga-se de passagem é a visão tradicional da Igreja Jesus nos garante o sustento aqui na terra e nos impulsiona a servir o próximo em nossas vocações diárias.
Já a interpretação simbólica anuncia um Cristianismo baseado na teologia liberal. A teologia liberal vê esse acontecimento aos moldes do serviço social. Seguir o Cristo, nessa interpretação, não se separa de ajudar os irmãos a dividir o pão. Portanto, Jesus é apenas um guru que procura tocar os corações das pessoas para o trabalho social. Nessa visão a doação está inteiramente alinhada com o fato de alguém ser cristão (mesmo que Jesus não tenha feito milagres).